# Victor Terret
Victor Terret, (abbé Louis-Victor Terret),  né à Simandre (Saône-et-Loire) le 21 juillet 1856 et mort à Autun le 19 juillet 1935 est un prêtre français, historien de la Grèce antique et historien d'art.

## Biographie
Victor Terret est élève au petit séminaire d’Autun de 1867 à 1874, puis, dans la même ville au grand séminaire de 1874 à 1879. Il devient alors successivement, maître d’études (1879-1883), professeur de 6e  (1883-1893), puis professeur d’histoire (1893-1907) au petit séminaire. C’est en 1899 qu’il publie son ouvrage sur Homère. L’abbé Terret quitte alors le professorat et s’oriente vers l’iconographie chrétienne. Il participe alors à de nombreux congrès : Congrès de la Société Française d’Archéologie (1907), Congrès du millénaire de Cluny (1910), il est vice-président de la société éduenne en 1921.

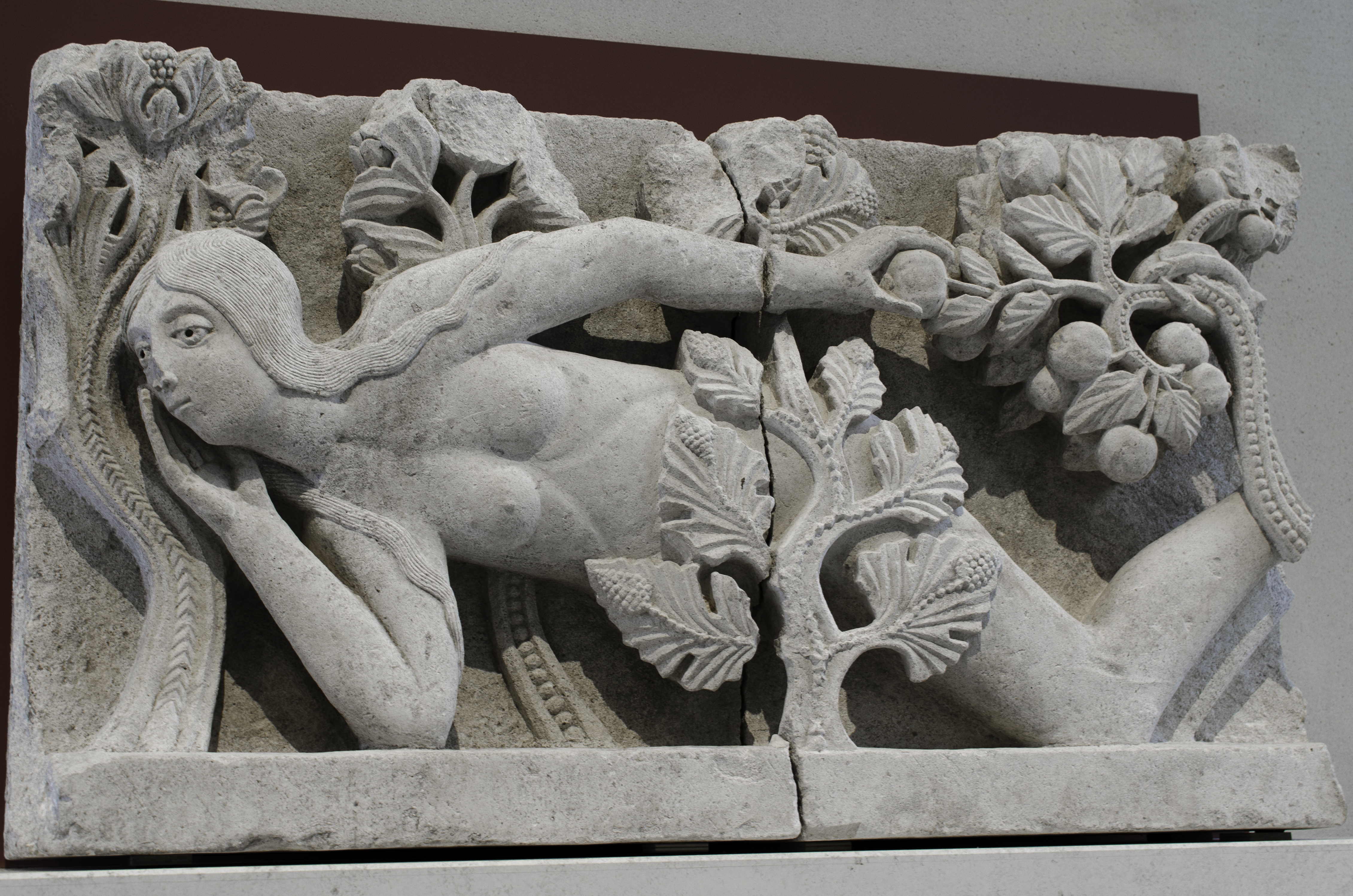
"La Tentation d'Ève" après restauration

Victor Terret a contribué à sauver le bas-relief de la Tentation d’Ève, démoli en 1766 et utilisé dans la construction de l’Hôtel d’Orsenne en 1769. Découvert en 1866 dans un mur de cette maison, sauvé de la destruction par l’architecte Jean Roidot-Houdaille, le fragment du linteau d’Ève est racheté par l’abbé Terret en 1910, il le remet à la Société éduenne pour son musée Rolin en en gardant  la jouissance.
Victor Terret est mort à Autun en 1935 ; son nom a été donné à une rue de la ville.

## Ouvrages et travaux
- Homère, étude historique et critique[4] paraît en 1899 chez  A. Fontemoing, Paris, 640 p.[5] L'ouvrage est réédité en 2012 chez Nabu Press (696 p.).

- Cluny, centre et foyer artistique de la sculpture bourguignonne au XIIe siècle,  Mâcon  1912, Impr. de Protat frères.
- Saulieu et la collégiale Saint-Andoche : étude historique et archéologique publiée à l'occasion du 8e centenaire de la consécration de l'église par le Pape Callixte II le 23. décembre 1119,  Autun : impr. ed. Dejussien et Xavier , 1919
- La Cathédrale Saint-Lazare d'Autun, étude historique et archéologique,  Autun 1919 ; impr. Dejussieu et Xavier.
- La Sculpture bourguignonne aux XIIe et XIIIe siècles : ses origines et ses sources d'inspiration, Paris, 1914,  librairie de l'art catholique.
- Le Portail roman du narthex de Saint-Fortunat de Charlieu et sa sculpture décorative du XIIe siècle,  Marburg an der Lahn (1926-1935]
- Le rôle du démon et de ses suppôts figurés aux nefs et aux portails des églises romanes de la Bourgogne, Dijon, 1935, bulletin de la société éduenne.